# Guillemont
Guillemont est une commune française située dans le département de la Somme, la région Hauts-de-France et sur le Circuit du Souvenir.

## Géographie

### Localisation
Village agricole de Picardie aux confins de l'Amiénois et du Vermandois, desservi par la route Combles - Albert, aisément accessible par l'autoroute A1.

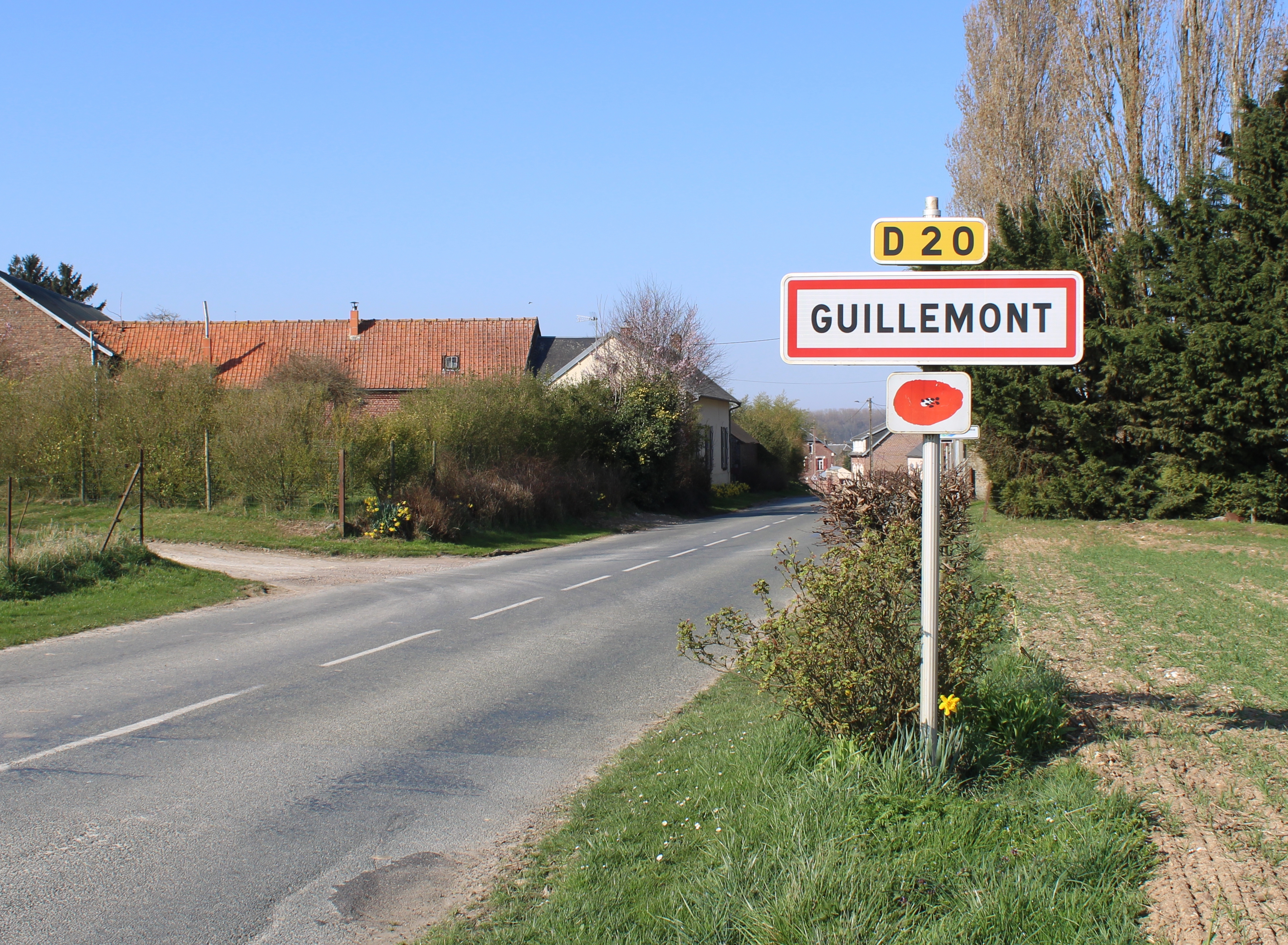
Entrée du village.

#### Communes limitrophes
| Longueval             |                     | Ginchy   |
| Montauban-de-Picardie | Guillemont          | Combles  |
|                       | Hardecourt-aux-Bois | Maurepas |

### Nature du sol et du sous-sol
Le sol de la commune est argilo-calcaire et plutôt argileux au nord et à l'ouest sous cette couche se trouve la craie.

### Relief, paysage, végétation
Au nord, se trouve une plaine où est située le village, qui représente le tiers de la surface communale. Cette plaine est séparée du reste du territoire par une légère dépression qui est orientée est-ouest, vers l'Ancre. L'autre partie du territoire est légèrement ondulée. Au sud, un vallon se dirige vers la Somme.

### Hydrographie
La commune est située dans le bassin Artois-Picardie. Elle n'est drainée par aucun cours d'eau.

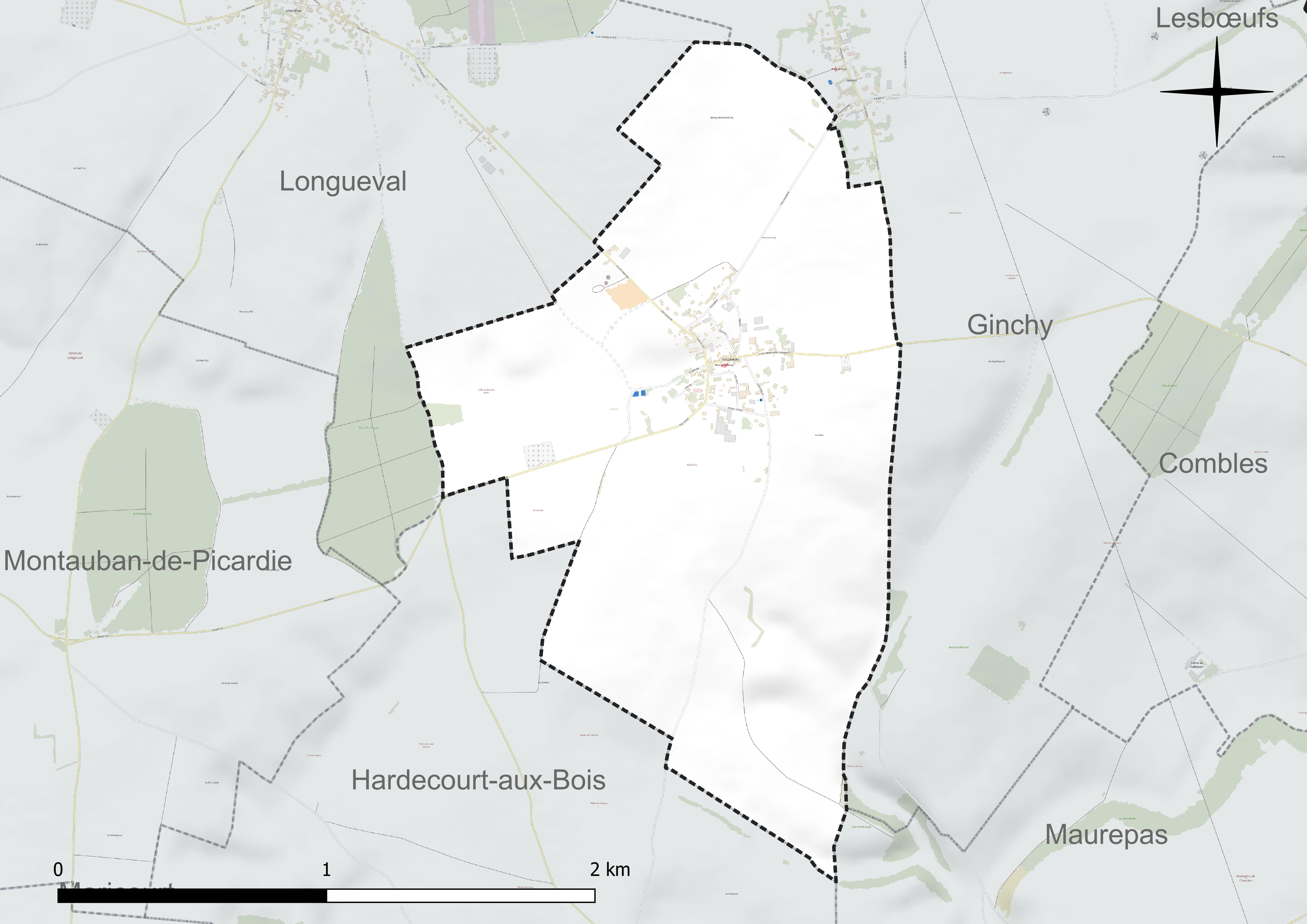
Réseau hydrographique de Guillemont.

### Climat
Pour des articles plus généraux, voir Climat des Hauts-de-France et Climat de la Somme.
En 2010, le climat de la commune est de type climat océanique dégradé des plaines du Centre et du Nord, selon une étude du CNRS s'appuyant sur une série de données couvrant la période 1971-2000. En 2020, Météo-France publie une typologie des climats de la France métropolitaine dans laquelle la commune est exposée à un climat océanique et est dans la région climatique Nord-est du bassin Parisien, caractérisée par un ensoleillement médiocre, une pluviométrie moyenne régulièrement répartie au cours de l'année et un hiver froid (3 °C).
Pour la période 1971-2000, la température annuelle moyenne est de 10,1 °C, avec une amplitude thermique annuelle de 14,4 °C. Le cumul annuel moyen de précipitations est de 807 mm, avec 12,2 jours de précipitations en janvier et 9 jours en juillet. Pour la période 1991-2020, la température moyenne annuelle observée sur la station météorologique la plus proche, située sur la commune de Méaulte à 12 km à vol d'oiseau, est de 10,7 °C et le cumul annuel moyen de précipitations est de 730,3 mm,. Pour l'avenir, les paramètres climatiques de la commune estimés pour 2050 selon différents scénarios d'émission de gaz à effet de serre sont consultables sur un site dédié publié par Météo-France en novembre 2022.

## Urbanisme

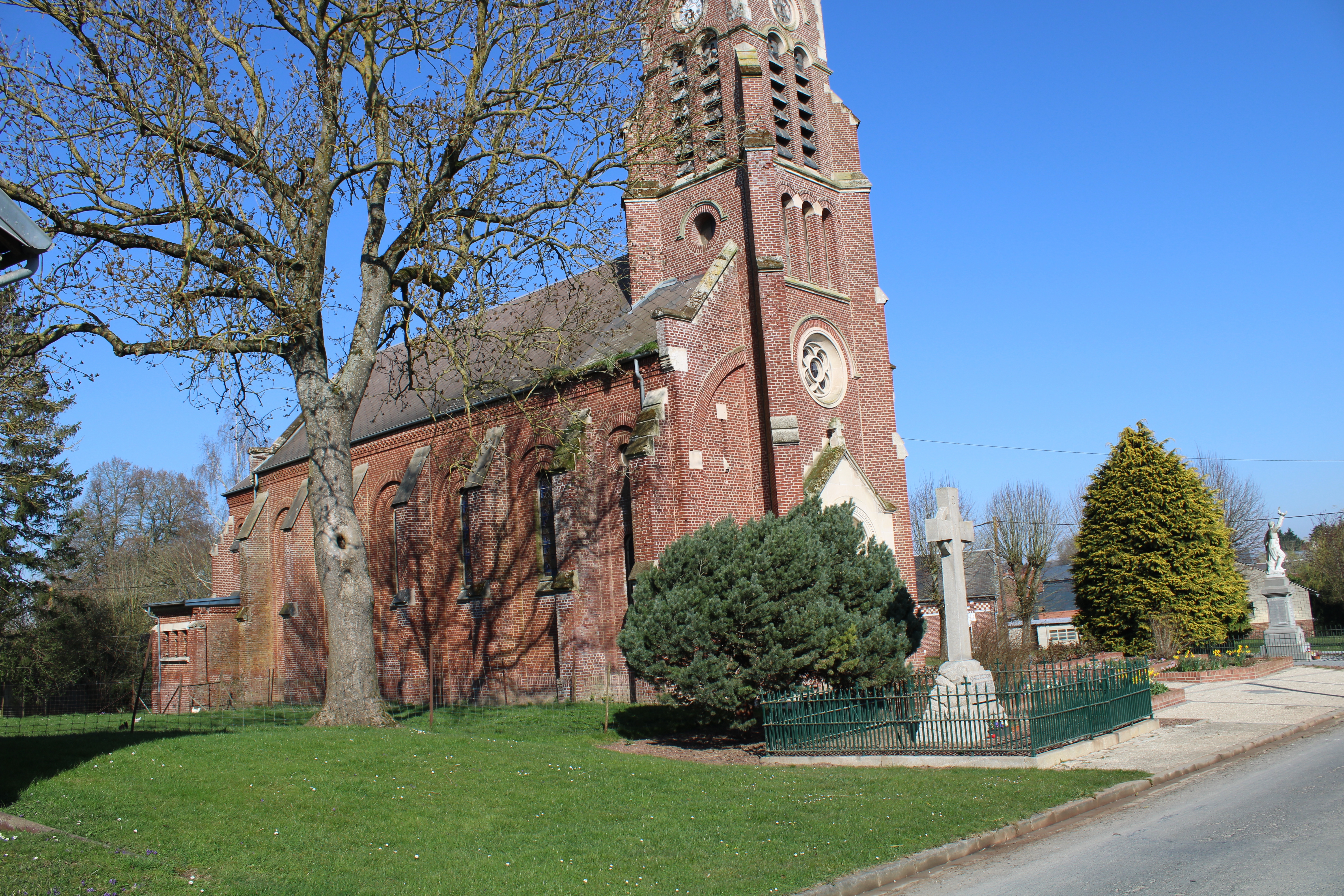
La place de l'église.

### Typologie
Au 1er janvier 2024, Guillemont est catégorisée commune rurale à habitat dispersé, selon la nouvelle grille communale de densité à sept niveaux définie par l'Insee en 2022.
Elle est située hors unité urbaine et hors attraction des villes,.

### Occupation des sols
L'occupation des sols de la commune, telle qu'elle ressort de la base de données européenne d'occupation biophysique des sols Corine Land Cover (CLC), est marquée par l'importance des territoires agricoles (91,4 % en 2018), en diminution par rapport à 1990 (99,9 %). La répartition détaillée en 2018 est la suivante : 
terres arables (89,9 %), zones urbanisées (8,5 %), zones agricoles hétérogènes (1,5 %), forêts (0,1 %). L'évolution de l'occupation des sols de la commune et de ses infrastructures peut être observée sur les différentes représentations cartographiques du territoire : la carte de Cassini (XVIIIe siècle), la carte d'état-major (1820-1866) et les cartes ou photos aériennes de l'IGN pour la période actuelle (1950 à aujourd'hui).

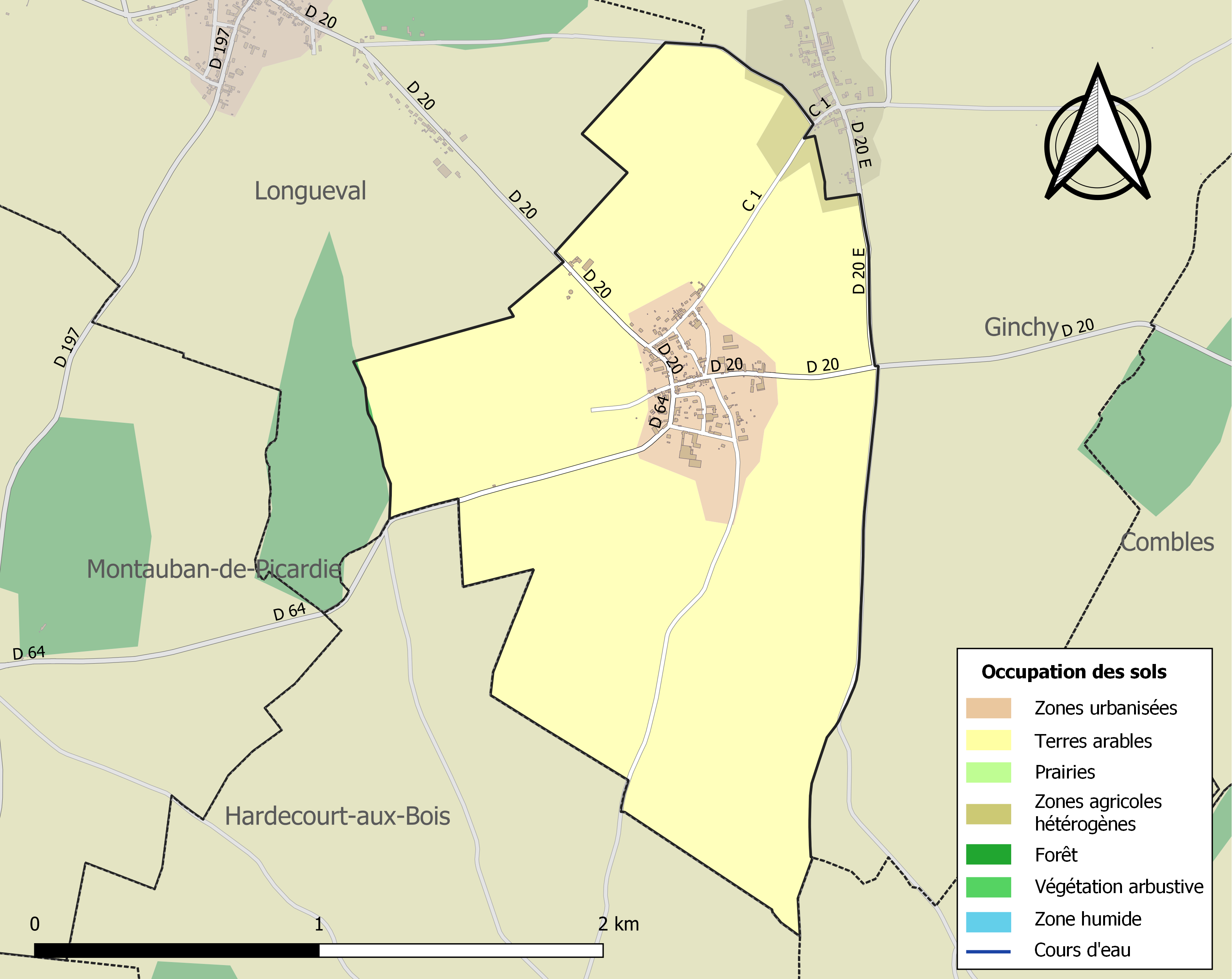
Carte des infrastructures et de l'occupation des sols de la commune en 2018 (CLC).

### Habitat
La commune a un habitat groupé, il n'y a ni hameau, ni ferme isolée sur son territoire.

### Voies de communication et transports
Le village de Guillemont est situé sur la route départementale reliant Montauban-de-Picardie à Combles.
- Transports en commun routiers : la localité est desservie par la ligne d'autocars no 39 (Albert - Péronne) du réseau Trans'80, Hauts-de-France, chaque jour de la semaine sauf le dimanche et les jours fériés[13].

## Toponymie
On trouve plusieurs formes pour désigner Guillemont dans les textes anciens : Mons Speculator ; Guillemi Mons ; Gainemunt en 1177 ; Gainemont en 1201 ; Guenemont en 1214 ; Guillemont en 1344 ; Guinemont en 1579 ; Guygnemont en 1567 ; Guignemont en 1591.
Le nom Guillemont serait de formation germano-romane.

## Histoire
À l'époque franque, le territoire de la commune était recouvert par la forêt d'Arrouaise.
Au XIIIe siècle, l'abbaye Saint-Nicolas d'Arrouaise possédait sur ce territoire une ferme et des terres. Puis un hameau s'est constitué. Il était rattaché à la paroisse de Ginchy.
En 1862, la commune devint une paroisse autonome et une église fut construite.
La commune de Guillemont a été le théâtre de violents combats pendant la Première Guerre mondiale. Alors qu'il était aux mains des Allemands, le village subit une attaque britannique infructueuse, le 23 août 1916. Il ne fut conquis que le 6 septembre 1916 par la 16e division irlandaise et la 20e division anglaise au cours de la bataille de la Somme.
La chute de Guillemont commença le 3 septembre 1916 est fut effective le 27. Le 73e régiment de fusiliers « Maréchal général Prince Albrecht de Prusse » (Hannoversches) de la 19e division d'infanterie allemande pourvu de 3 000 hommes sera décimé avec 82 morts, 473 blessés et 554 disparus. Ernst Jünger est un des blessés.

## Politique et administration
| Période                                  | Période                   | Identité           | Étiquette | Qualité |
| ---------------------------------------- | ------------------------- | ------------------ | --------- | --- |
| avant 1836                               |                           | Jean-Louis Duflocq |           | Cultivateur |
| Les données manquantes sont à compléter. |                           |                    |           | |
| avant 1988                               | ?                         | Michel Bruyer      |           | |
| Les données manquantes sont à compléter. |                           |                    |           | |
| mars 2001                                | En cours (au 26 mai 2020) | Didier Samain      |           | Président de la CC du canton de Combles (2008 → 2012) Vice-président de la CC de la Haute-Somme (2013 → 2020) Réélu pour le mandat 2020-2026 |

## Démographie
L'évolution du nombre d'habitants est connue à travers les recensements de la population effectués dans la commune depuis 1793. Pour les communes de moins de 10 000 habitants, une enquête de recensement portant sur toute la population est réalisée tous les cinq ans, les populations de référence des années intermédiaires étant quant à elles estimées par interpolation ou extrapolation. Pour la commune, le premier recensement exhaustif entrant dans le cadre du nouveau dispositif a été réalisé en 2005.

En 2022, la commune comptait 127 habitants, en évolution de −9,29 % par rapport à 2016 (Somme : −1,26 %, France hors Mayotte : +2,11 %).
| 1793 | 1800 | 1806 | 1821 | 1831 | 1836 | 1841 | 1846 | 1851 |
| ---- | ---- | ---- | ---- | ---- | ---- | ---- | ---- | ---- |
| 415  | 361  | 479  | 504  | 593  | 623  | 625  | 611  | 604  |

| 1856 | 1861 | 1866 | 1872 | 1876 | 1881 | 1886 | 1891 | 1896 |
| ---- | ---- | ---- | ---- | ---- | ---- | ---- | ---- | ---- |
| 570  | 574  | 534  | 531  | 517  | 510  | 450  | 426  | 414  |

| 1901 | 1906 | 1911 | 1921 | 1926 | 1931 | 1936 | 1946 | 1954 |
| ---- | ---- | ---- | ---- | ---- | ---- | ---- | ---- | ---- |
| 387  | 393  | 333  | 69   | 162  | 193  | 203  | 206  | 190  |

| 1962 | 1968 | 1975 | 1982 | 1990 | 1999 | 2005 | 2006 | 2010 |
| ---- | ---- | ---- | ---- | ---- | ---- | ---- | ---- | ---- |
| 198  | 200  | 154  | 124  | 128  | 114  | 123  | 122  | 131  |

| 2015 | 2020 | 2022 | - | - | - | - | - | - |
| ---- | ---- | ---- | - | - | - | - | - | - |
| 140  | 126  | 127  | - | - | - | - | - | - |

## Culture locale et patrimoine

### Monuments
- Église Saint-Pierre, reconstruite dans l'entre-deux-guerres.
- Oratoire Notre-Dame des Victoires, construit dans les années 50, en mémoire d'une guérison (et non après la Grande Guerre[24]).

### Lieux de mémoire de la Grande Guerre

#### Cimetière militaire
Guillemont Road Cemetery : il rassemble 2 265 tombes de soldats de l'armée britannique morts au cours de la Grande Guerre.

#### Monument à la16edivision irlandaise
Ce monument est donc dédié aux vainqueurs de la bataille de Guillemont et de la bataille de Ginchy des 3 et 9 septembre 1916, mais aussi à tous les Irlandais tombés au cours de la Première Guerre mondiale.

#### Autres monuments commémoratifs
- Monument aux glorieux soldats du 265e régiment d'infanterie, en hommage aux soldats français tombés pendant l'été 1914.
- Monument à la Twentieth Light Division (la 20e Division britannique).
- Monument aux hommes de Jersey morts pendant la Grande Guerre, inauguré le 3 septembre 2016, il est dédié aux 100 hommes de l'île de Jersey qui ont perdu la vie sur le sol français entre 1914 et 1918 sur les 1 500 engagés de l'île.

### Photos

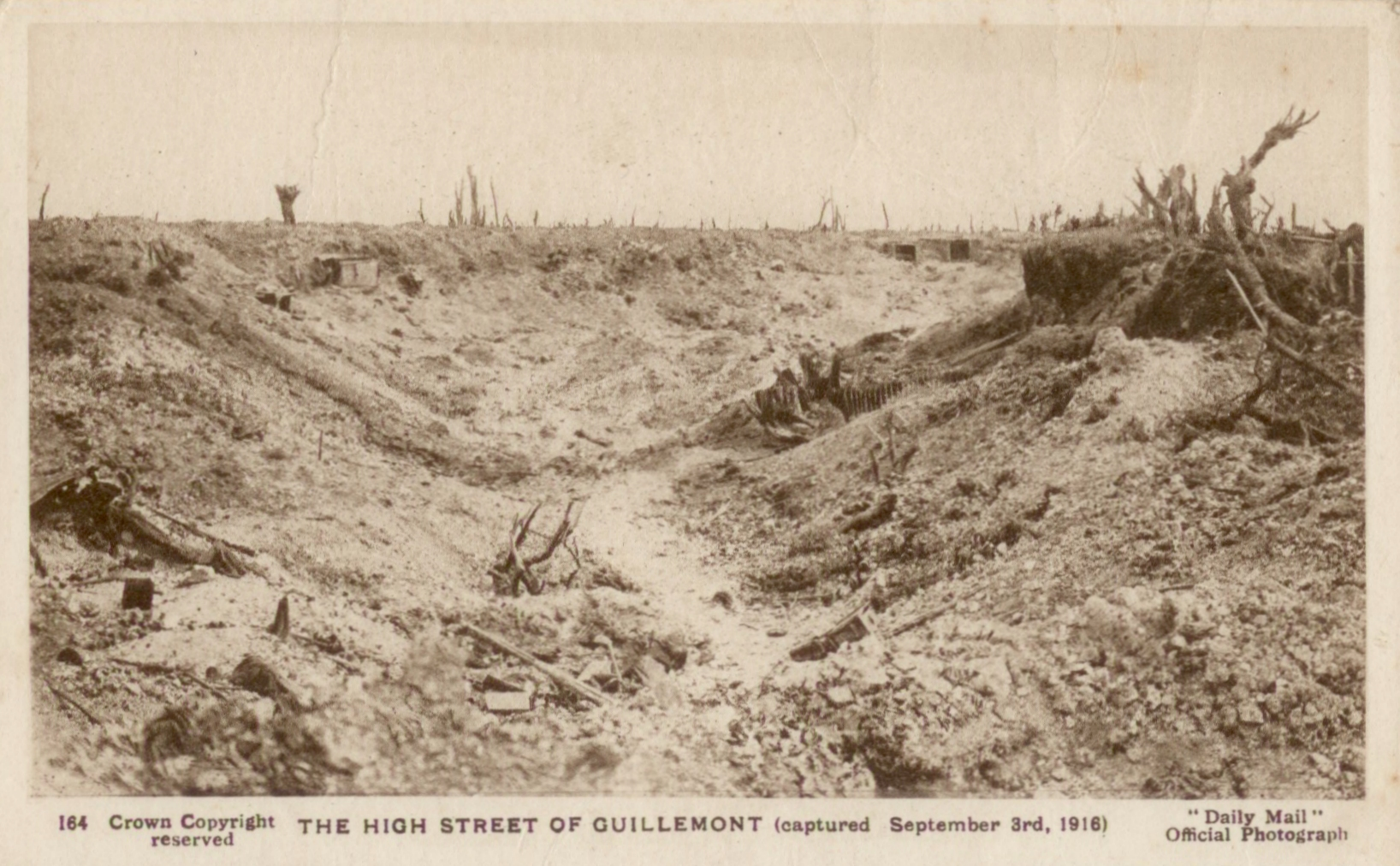
Guillemont, rue principale (1916), carte postale du Daily Mail
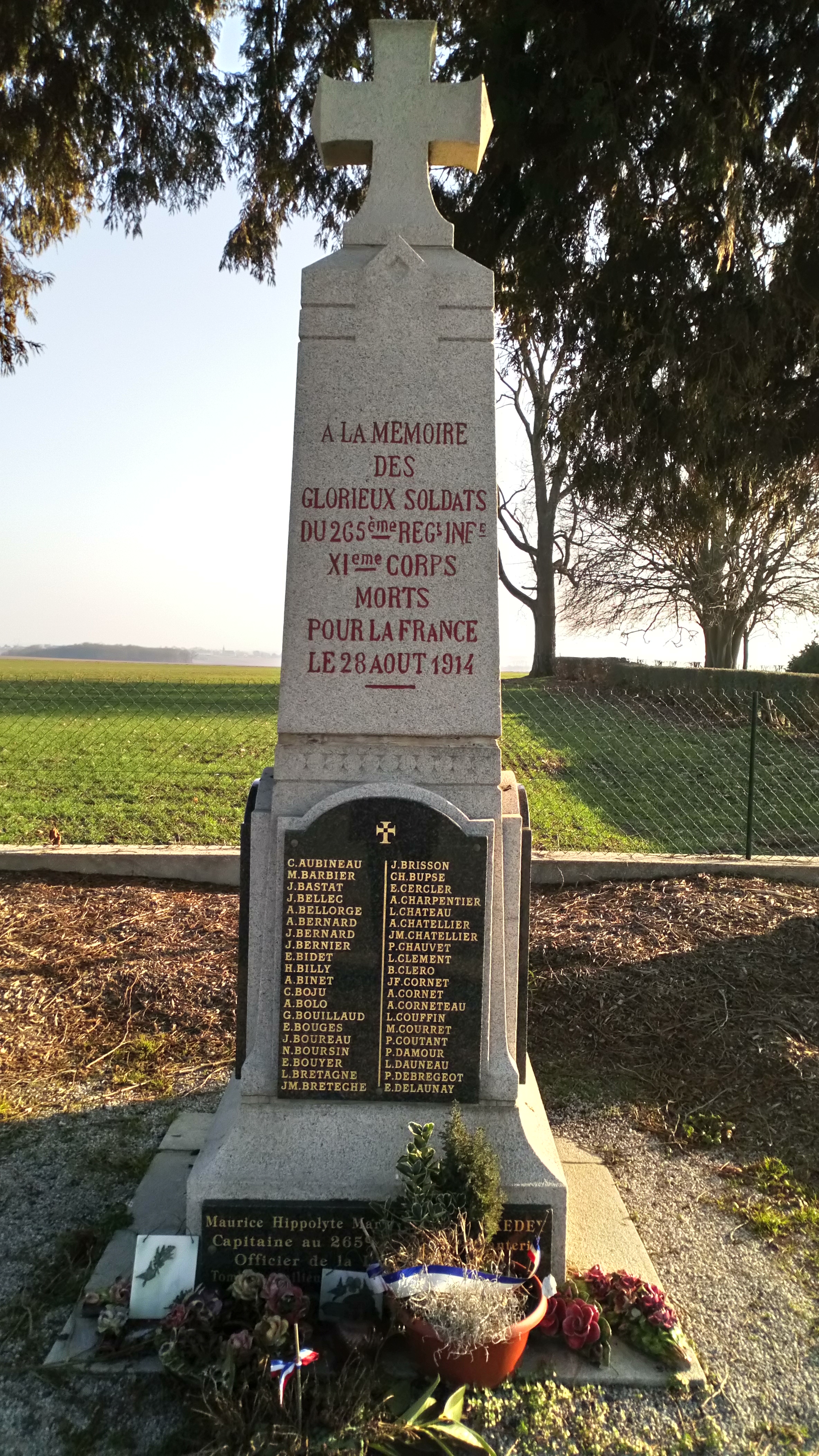
Monument auxmorts du 265e régiment d'infanterie
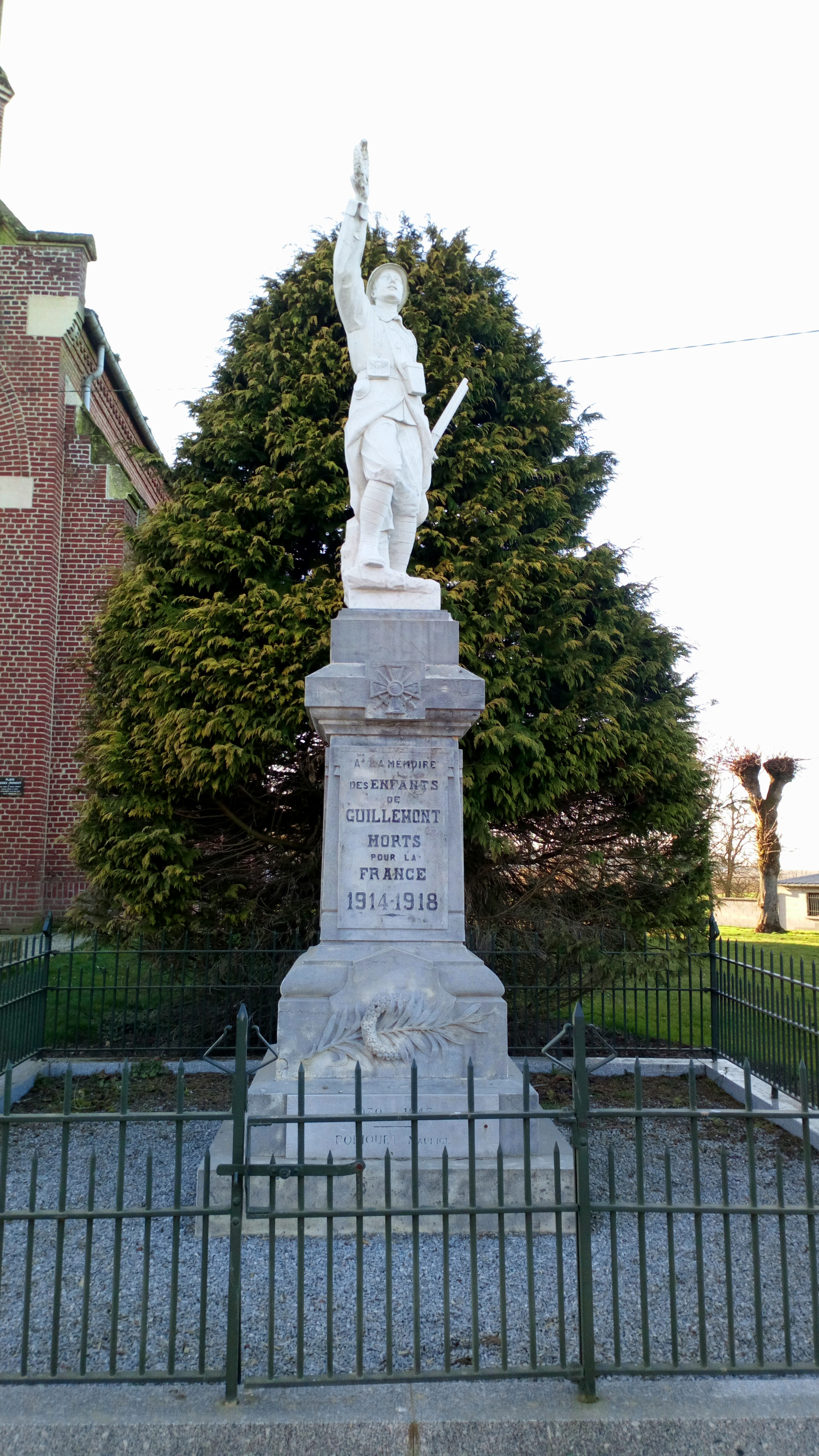
Monument aux morts
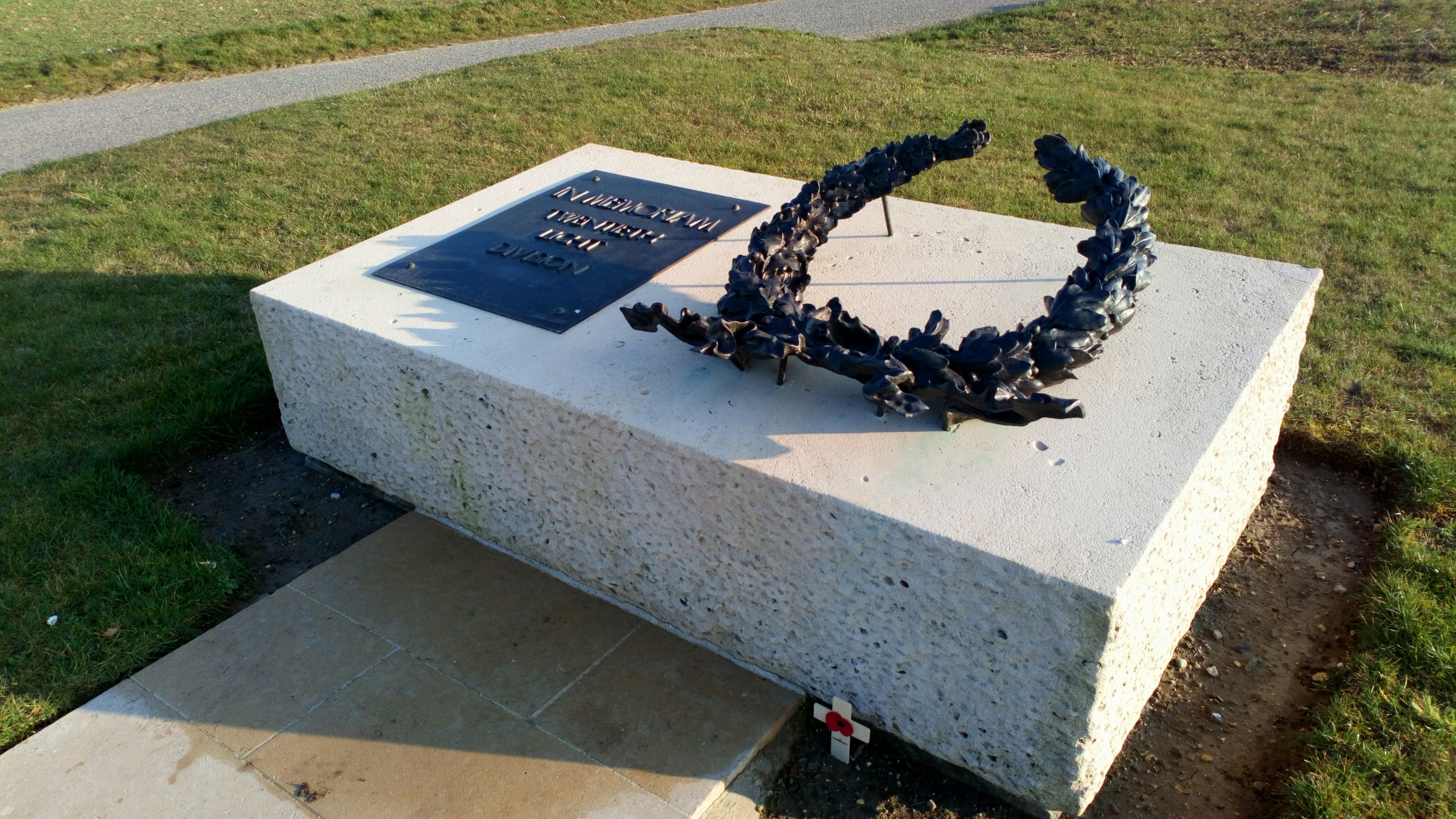
Stèle à la 20e division britannique

### Guillemont dans la littérature
Dans son ouvrage, Orages d'acier, l'écrivain allemand Ernst Jünger, donne une description des combats autour de Guillemont durant la guerre de 1914-1918 : « Le village de Guillemont ne se distinguait du reste du terrain qu'en ce que les entonnoirs y étaient d'une couleur blanchâtre due aux pierres pulvérisées des maisons. En face de nous, se trouvait la gare de Guillemont, aplatie comme un jouet d'enfant et plus loin en arrière, le bois Delville déchiqueté. »

### Personnalités liées à la commune
- Ernst Jünger.

## Pour approfondir